# Дюсенбеков, Абди
Абди Дюсенбеков (1915 год, село Жилая Коса — дата и место смерти не известны) — старший чабан совхоза «Коммунизм таны» Эмбинского района Гурьевской области, Казахская ССР. Герой Социалистического Труда (1971).
Родился в 1915 году в крестьянской семье в селе Жилая Коса (сегодня — Жылыойский район Атырауской области). С 1939 года — чабан в колхозе «Коммунизм таны» Эмбинского района Гурьевской области.
Во время Восьмой пятилетки (1966—1970) ежегодно получал в среднем по 135 ягнят от ста овцематок. Досрочно выполнил планы пятилетки за три с половиной года. Указом Президиума Верховного Совета СССР «О присвоении звания Героя социалистического Труда передовикам сельского хозяйства Казахской ССР» от 8 апреля 1971 года за выдающиеся успехи, достигнутые в развитии сельскохозяйственного производства и выполнении пятилетнего плана продажи государству продуктов земледелия и животноводства удостоен звания Героя Социалистического Труда с вручением ордена Ленина и золотой медали «Серп и Молот»
.